# Rumslind
Rumslind (Sparrmannia africana), även kallad sparrmannia, är en malvaväxtart som beskrevs av Carl von Linné d.y.. Rumslind ingår i släktet Sparrmannia och familjen malvaväxter. Inga underarter finns listade i Catalogue of Life.

## Bildgalleri

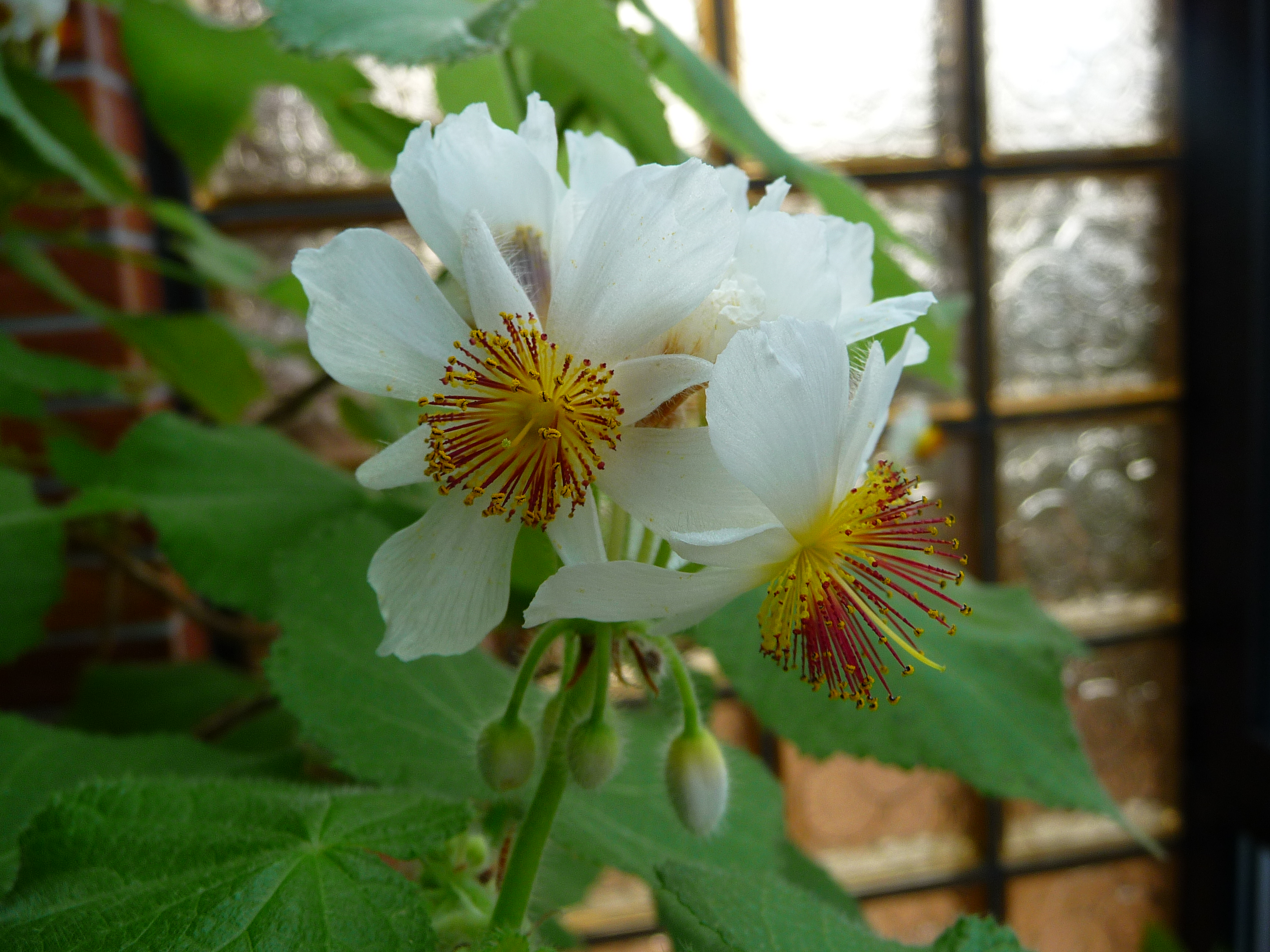
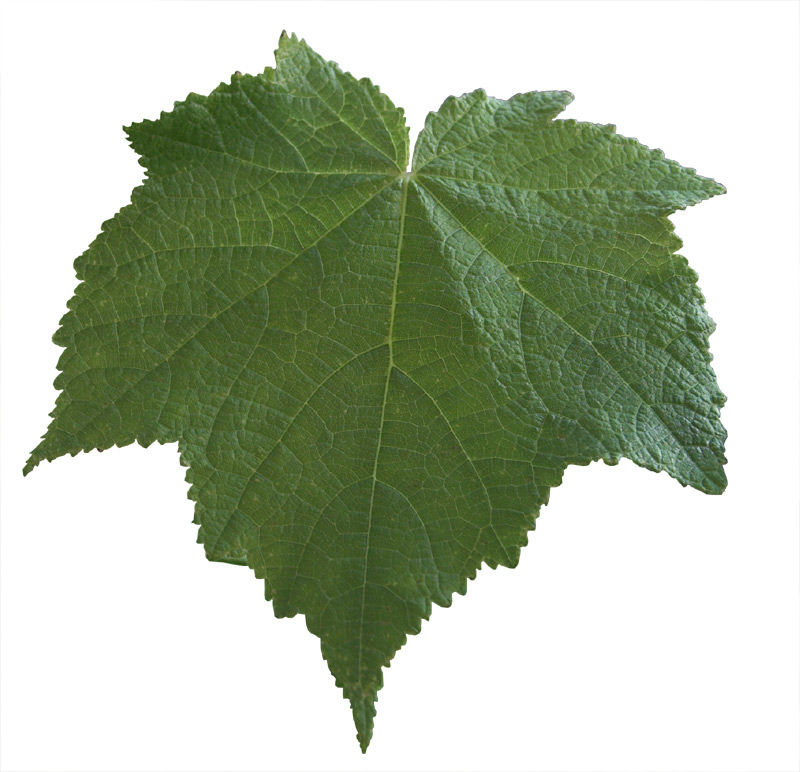
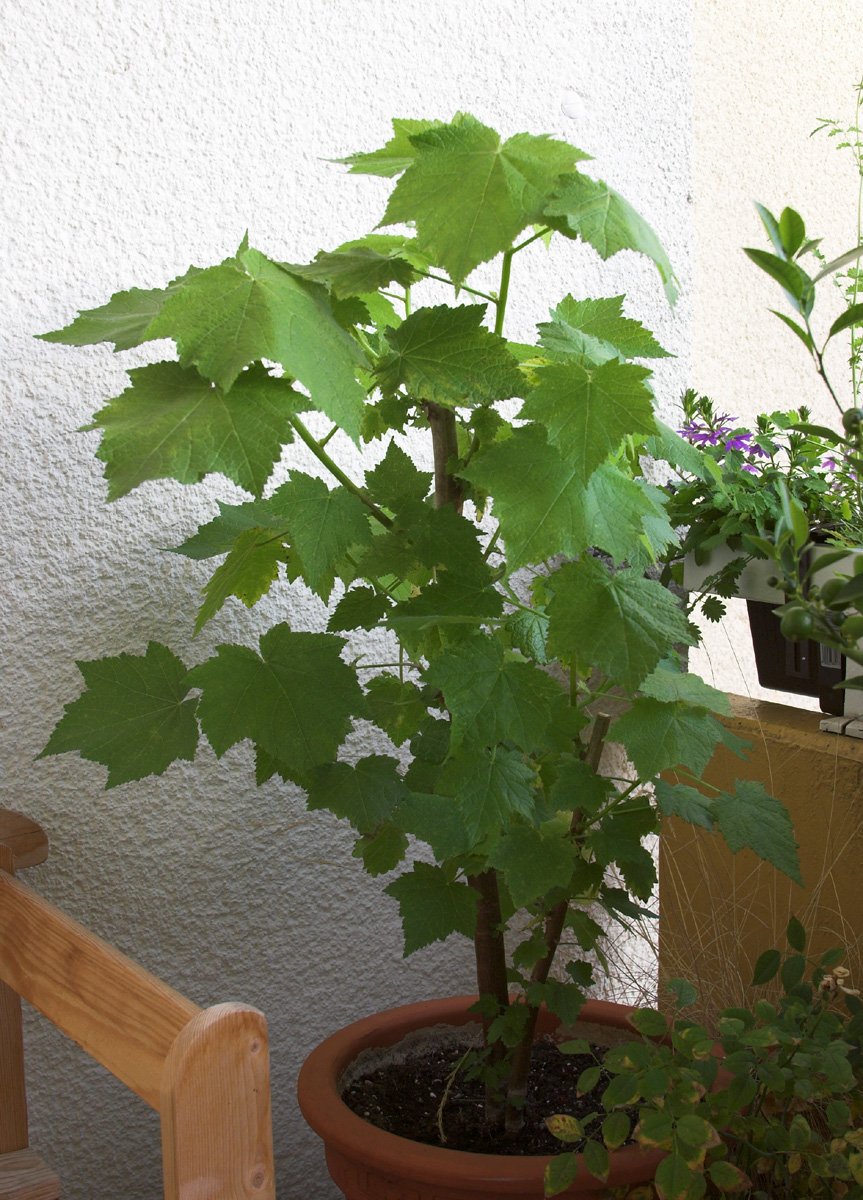
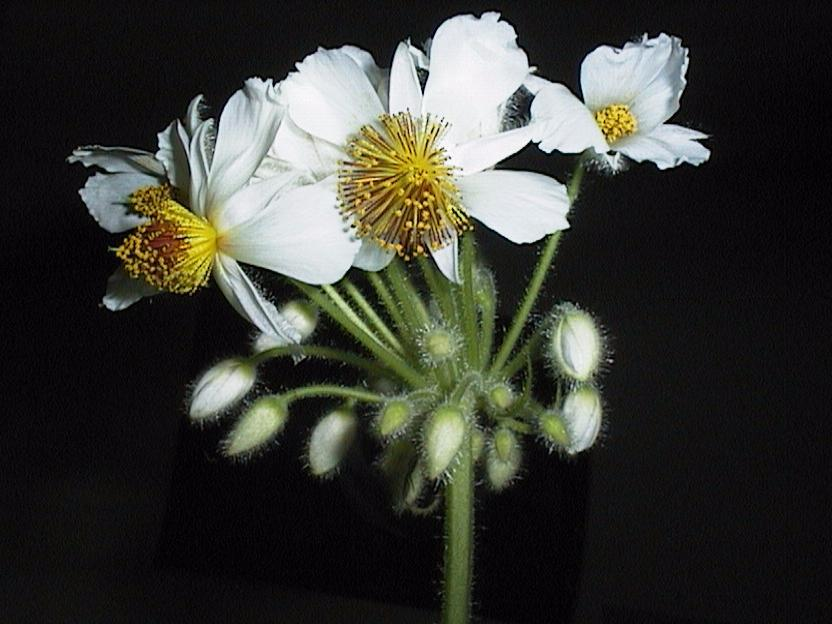
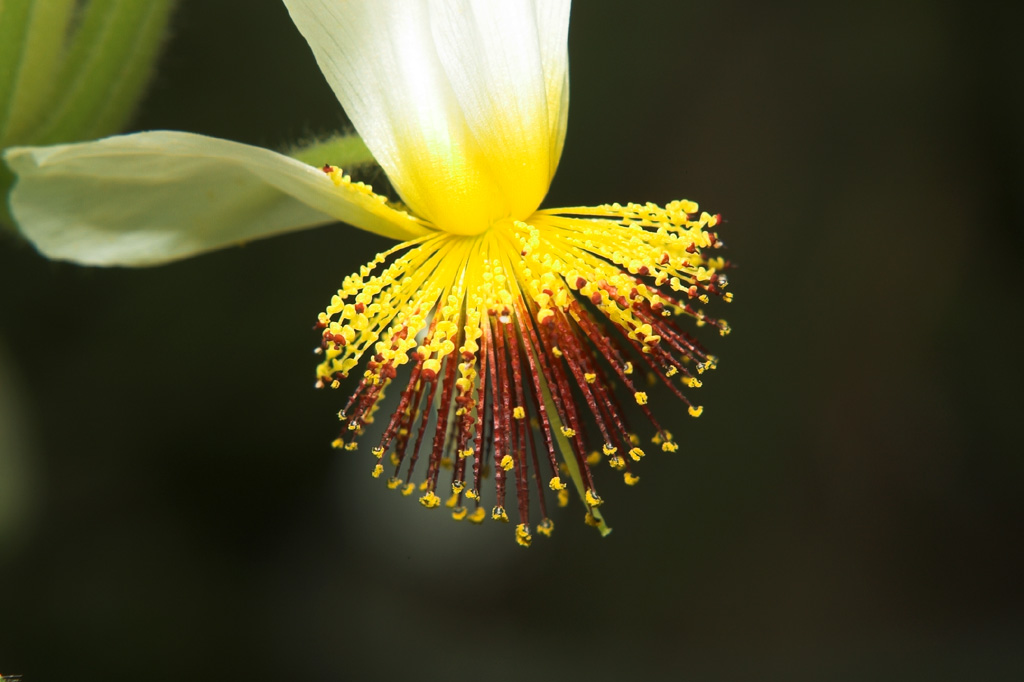
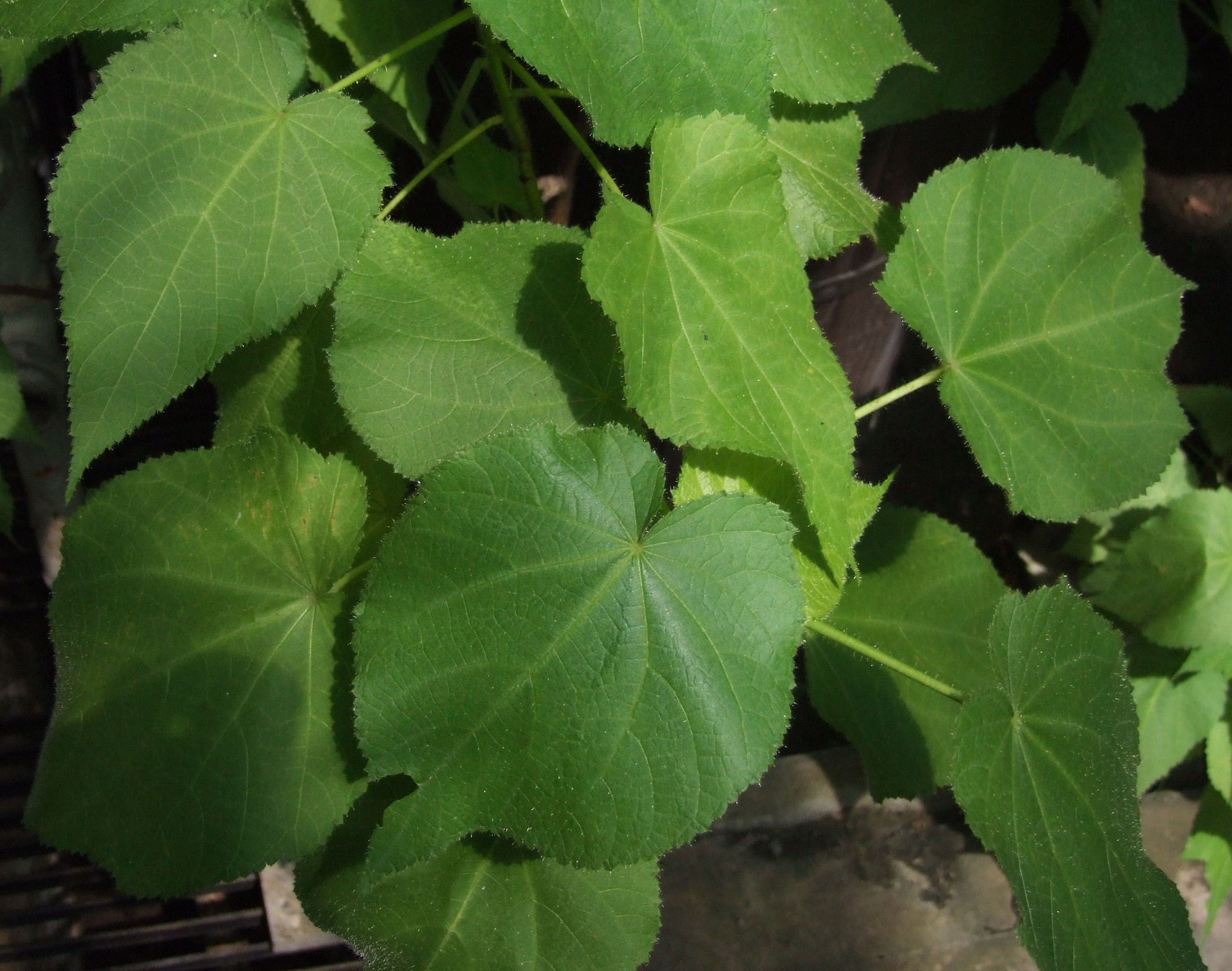